# Torneo Apertura 2013 de Segunda División de Costa Rica
El Torneo de Apertura 2013 fue la edición n° 74 del campeonato de Segunda División. La temporada 2013-2014 de la Liga de Ascenso dio inicio entre el sábado 10 y el domingo 11 de agosto del 2013. Se conformaron dos grupos de 9 equipos cada uno.
El sistema de juego fue el mismo que la temporada anterior, se dividió en dos torneos, Apertura y Clausura. En cada torneo se jugó todos contra todos en su respectivo grupo a visita recíproca.
Los primeros cuatro equipos de cada grupo clasificarán a la siguiente ronda de forma cruzada en los cuartos de final, los cuatro ganadores pasarán a las semifinales y los dos ganadores a la final de cada torneo.
Si el ganador del torneo de Apertura es el mismo del Clausura, será el campeón de la Liga de Ascenso y militará la próxima temporada en la Primera División. De ser dos ganadores distintos, se llevará a cabo la final nacional los días 1 y 8 de junio del 2014.
Para este nuevo certamen la novedad es la conformación de grupos. En el grupo uno están de cabeza de series los siguientes clubes: Municipal Liberia, Asociación Deportiva y Recreativa Jicaral (antes Deportivo Cañas FC y más anteriormente AD Cartagena), Guanacasteca y San Carlos.
En el dos estarán: Municipal Coto Brus, AS Puma Generaleña, Osa y Jacó Rays FC. Estos equipos jugarán en su respectivo grupo en todo el campeonato.
Alajuela Junior, CD Barrio México, AD Ramonense, AD Cariari Pococí y ADF Siquirres (recién ascendido) jugarán en el torneo de Apertura en el Grupo A y en el Clausura lo harán en el Grupo B.
Generación Saprissa (antes Saprissa de Corazón), Juventud Escazuceña, Municipal Grecia, Municipal Turrialba y Aserrí estarán en apertura en el grupo dos, mientras que en clausura en el grupo uno.
Esta conformación de grupos se hizo con la intención de dar más equidad y así los equipos tendrán la posibilidad de jugar con una mayor cantidad de rivales que en torneos anteriores.

## Sistema de competición
El sistema de calificación de este torneo será el mismo del Torneo Clausura 2012. Este se desarrolla en dos fases:
- Fase de calificación: que se integra por todas las jornadas del torneo, clasificarán cuatro equipos por grupo.
- Fase final: que se integra por los partidos de ida y vuelta en rondas de cuartos, de semifinal y final.[1][2]

## Equipos participantes

### Grupo A
| Provincia                                   | Club              | Entrenador / Edad         | Ciudad         | Estadio                         | Capacidad |
| ------------------------------------------- | ----------------- | ------------------------- | -------------- | ------------------------------- | --------- |
| Alajuela                                    | AD Ramonense      | Vacante / ¿?              | San Ramón      | Estadio Guillermo Vargas        | 6.000     |
| Alajuela                                    | Alajuela Junior   | Wilmer López / 53 años    | Alajuela       | Estadio Alejandro Morera        | 17.895    |
| Alajuela                                    | AD. San Carlos    | Orlando De León / 80 años | Ciudad Quesada | Estadio Carlos Ugalde           | 13.000    |
| Guanacaste                                  | AD Guanacasteca   | Pablo Rodríguez           | Nicoya         | Estadio Chorotega               | 5.000     |
| Guanacaste                                  | Municipal Liberia | Fernando Castro           | Liberia        | Estadio Edgardo Baltodano       | 5.800     |
| Guanacaste                                  | Cañas-Cartagena   | Víctor Abelenda           | Jicaral        | Estadio Asoc. Cívica de Jicaral | 1.000     |
| Limón                                       | A.D. Cariari      | Bernardo Veach / 62 años  | Pococí         | Estadio Comunal de Cariari      | 1.200     |
| Limón                                       | ADF Siquirres     | Juan Blanco               | Siquirres      | Estadio Ebal Rodríguez          |           |
| San José                                    | Barrio México     | Hugo Viegas               | Guadalupe      | Estadio Coyella Fonseca         | 4.500     |
| Datos actualizados a: 9 de octubre de 2013. |                   |                           |                |                                 |           |

### Grupo B
| Provincia                                   | Club                | Entrenador               | Ciudad        | Estadio                            | Capacidad |
| ------------------------------------------- | ------------------- | ------------------------ | ------------- | ---------------------------------- | --------- |
| San José                                    | AS Puma Generaleña  | Edgar Carvajal           | Pérez Zeledón | Polideportivo de Pérez Zeledón     | 1.000     |
| San José                                    | Saprissa de Corazón | Enrique Rivers / 64 años | Tibás         | Estadio Ricardo Saprissa           | 23.170    |
| San José                                    | Aserrí FC           | Luis Torres              | Aserrí        | Estadio ST Center                  | 2.500     |
| San José                                    | Juventud Escazuceña | Luis Fernández Texeira   | Escazú        | Estadio Nicolás Masís              | 2.000     |
| Puntarenas                                  | Jacó Rays FC        | Luis Diego Arnáez        | Garabito      | Estadio Municipal de Garabito      | 3.000     |
| Puntarenas                                  | Selección de Osa    | Carlos Vargas            | Osa           | Estadio Municipal de Ciudad Cortés | 1.000     |
| Puntarenas                                  | Municipal Coto Brus | Mario Carrera            | Coto Brus     | Estadio Hamilton Villalobos        | 4.100     |
| Cartago                                     | Municipal Turrialba | Kenneth Barrantes        | Turrialba     | Estadio Rafael Ángel Camacho       | 4.000     |
| Alajuela                                    | Municipal Grecia    | Minor Arguedas / 57 años | Grecia        | Estadio Allen Riggioni             | 4.000     |
| Datos actualizados a: 27 de agosto de 2013. |                     |                          |               |                                    |           |

## Tabla de Goleo
Goles Anotados.
| Francisco Rodríguez                  | Alajuela Junior     | 11 |
| David Diach                          | CD Barrio México    | 10 |
| Jonathan Moya                        | Generación Saprissa | 10 |
| Luis González                        | AS Puma Generaleña  | 10 |
| Ernesto Gutiérrez                    | Coto Brus           | 9  |
| Actualizada: 27 de diciembre de 2013 |                     |    |

- En la tabla se acumulan los goles hechos en el Apertura 2013 y Clausura 2014.

## Clasificación de equipos

### Grupo A
|  |    | Equipos de fútbol     | PJ | G  | E | P  | GF | GC | Dif | Pts |
|  | -- | --------------------- | -- | -- | - | -- | -- | -- | --- | --- |
|  | 1. | Alajuela Junior       | 16 | 10 | 2 | 4  | 39 | 21 | +18 | 32  |
|  | 2. | San Carlos            | 16 | 7  | 7 | 2  | 29 | 16 | +13 | 28  |
|  | 3. | CD. Barrio México     | 16 | 8  | 4 | 4  | 32 | 25 | +7  | 28  |
|  | 4. | AD. Cariari de Pococí | 16 | 8  | 4 | 4  | 28 | 24 | +4  | 28  |
|  | 5. | Cañas-Cartagena       | 16 | 7  | 6 | 3  | 31 | 20 | +11 | 27  |
|  | 6. | Guanacasteca          | 16 | 8  | 0 | 8  | 28 | 22 | +6  | 24  |
|  | 7. | Municipal Liberia     | 16 | 4  | 6 | 6  | 24 | 25 | -1  | 18  |
|  | 8. | ADF Siquirres         | 16 | 4  | 3 | 9  | 23 | 33 | -10 | 15  |
|  | 9. | AD. Ramonense         | 16 | 0  | 0 | 16 | 0  | 48 | -48 | 0   |

### Grupo B
|  |    | Equipos de fútbol                                                         | PJ | G  | E | P | GF | GC | Dif | Pts |
|  | -- | ------------------------------------------------------------------------- | -- | -- | - | - | -- | -- | --- | --- |
|  | 1. | AS Puma Generaleña                                                        | 16 | 9  | 5 | 2 | 33 | 20 | +13 | 32  |
|  | 2. | Saprissa de Corazón                                                       | 16 | 10 | 2 | 4 | 29 | 19 | +10 | 32  |
|  | 3. | Selección de Osa                                                          | 16 | 6  | 5 | 5 | 21 | 19 | +2  | 23  |
|  | 4. | Archivo:600px Bisection vertical White HEX-FF0000.svg Municipal Turrialba | 16 | 6  | 3 | 7 | 26 | 24 | +2  | 21  |
|  | 5. | Jacó Rays FC                                                              | 16 | 5  | 6 | 5 | 20 | 26 | -6  | 21  |
|  | 6. | Municipal Coto Brus                                                       | 16 | 4  | 7 | 5 | 20 | 22 | -2  | 19  |
|  | 7. | Municipal Grecia                                                          | 16 | 4  | 6 | 6 | 23 | 25 | -2  | 18  |
|  | 8. | Juventud Escazuceña                                                       | 16 | 4  | 5 | 7 | 22 | 27 | -5  | 17  |
|  | 9. | Municipal Aserrí                                                          | 16 | 1  | 7 | 8 | 16 | 29 | -13 | 10  |

### Tabla general
|  |     | Equipos de fútbol                                                         | PJ | G  | E | P  | GF | GC | Dif | Pts |
|  | --- | ------------------------------------------------------------------------- | -- | -- | - | -- | -- | -- | --- | --- |
|  | 1.  | Alajuela Junior                                                           | 16 | 10 | 2 | 4  | 39 | 21 | +18 | 32  |
|  | 2.  | AS Puma Generaleña                                                        | 16 | 9  | 5 | 2  | 33 | 20 | +13 | 32  |
|  | 3.  | Saprissa de Corazón                                                       | 16 | 10 | 2 | 4  | 29 | 19 | +10 | 32  |
|  | 4.  | AD. San Carlos                                                            | 16 | 7  | 7 | 2  | 29 | 16 | +13 | 28  |
|  | 5.  | CD. Barrio México                                                         | 16 | 8  | 4 | 4  | 32 | 25 | +7  | 28  |
|  | 6.  | Cariari de Pococí                                                         | 16 | 8  | 4 | 4  | 28 | 24 | +4  | 28  |
|  | 7.  | Cañas-Cartagena                                                           | 16 | 7  | 6 | 3  | 31 | 20 | +11 | 27  |
|  | 8.  | Guanacasteca                                                              | 16 | 8  | 0 | 8  | 28 | 22 | +6  | 24  |
|  | 9.  | Selección de Osa                                                          | 16 | 6  | 5 | 5  | 21 | 19 | +2  | 23  |
|  | 10. | Archivo:600px Bisection vertical White HEX-FF0000.svg Municipal Turrialba | 16 | 6  | 3 | 7  | 26 | 24 | +2  | 21  |
|  | 11. | Jacó Rays FC                                                              | 16 | 5  | 6 | 5  | 20 | 26 | -6  | 21  |
|  | 12. | Municipal Coto Brus                                                       | 16 | 4  | 7 | 5  | 20 | 22 | -2  | 19  |
|  | 13. | Municipal Liberia                                                         | 16 | 4  | 6 | 6  | 24 | 25 | -1  | 18  |
|  | 14. | Municipal Grecia                                                          | 16 | 4  | 6 | 6  | 23 | 25 | -2  | 18  |
|  | 15. | Juventud Escazuceña                                                       | 16 | 4  | 5 | 7  | 22 | 27 | -5  | 17  |
|  | 16. | ADF Siquirres                                                             | 16 | 4  | 3 | 9  | 23 | 33 | -10 | 15  |
|  | 17. | Aserrí FC                                                                 | 16 | 1  | 7 | 8  | 16 | 29 | -13 | 10  |
|  | 18. | AD. Ramonense                                                             | 16 | 0  | 0 | 16 | 0  | 48 | -48 | 0   |

Pts = Puntos; PJ = Partidos jugados; G = Partidos ganados; E = Partidos empatados; P = Partidos perdidos; GF = Goles anotados; GC = Goles recibidos; Dif = Diferencia de goles
|  | En zona de descenso a la Tercera División. |

## Jornadas

### Primera ronda
| ADF Siquirres          | 2 - 2 | Municipal Liberia | 10 de agosto     | Estadio Ebal Rodríguez     | 15:00 |
| Cariari                | 1 - 1 | ADR Jicaral       | 11 de agosto     | Estadio Comunal de Cariari | 13:15 |
| AD. Ramonense          | 0 - 3 | AD. Guanacasteca  |                  |                            |       |
| CD. Barrio México      | 1 - 1 | San Carlos        | 11 de septiembre | Estadio Coyella Fonseca    | 15:00 |
| Libre: Alajuela Junior |       |                   |                  |                            |       |

| Escazuceña                 | 0 - 1 | Jacó Rays FC        | 10 de agosto | Estadio Nicolás Masís        | 15:00 |
| Municipal Grecia           | 3 - 0 | Osa                 | 10 de agosto | Estadio Allen Riggioni       | 19:00 |
| Aserrí FC                  | 2 - 2 | Municipal Coto Brus | 10 de agosto | ST Center                    | 19:30 |
| Municipal Turrialba        | 0 - 3 | AS Puma Generaleña  | 11 de agosto | Estadio Rafael Ángel Camacho | 15:00 |
| Libre: Generación Saprissa |       |                     |              |                              |       |

| Guanacasteca             | 1 - 2 | Cariari       | 18 de agosto | Estadio Chorotega   | 11:00 |
| ADR Jicaral              | 3 - 3 | ADF Siquirres | 18 de agosto | Estadio Chorotega   | 15:00 |
| Alajuela Junior          | 2 - 1 | Barrio México | 18 de agosto | Estadio Morera Soto | 15:00 |
| San Carlos               | 3 - 0 | Ramonense     |              |                     |       |
| Libre: Municipal Liberia |       |               |              |                     |       |

| Escazuceña         | 1 - 4 | Generación Saprissa | 17 de agosto | Estadio Nicolás Masís           | 15:00 |
| AS Puma Generaleña | 1 - 1 | Aserrí FC           | 17 de agosto | Polideportivo de Pérez Zeledón  | 20:00 |
| Jacó Rays FC       | 3 - 3 | Municipal Grecia    | 17 de agosto | Estadio Municipal de Garabito   | 20:00 |
| Osa                | 2 - 0 | Municipal Turrialba | 18 de agosto | Estadio Municipal de Cd. Cortés | 11:00 |
| Libre: Coto Brus   |       |                     |              |                                 |       |

| Municipal Liberia        | 1 - 2 | ADR. Jicaral    | 21 de agosto | Estadio Municipal de Cañas | 19:00 |
| Cariari                  | 2 - 2 | San Carlos      | 21 de agosto | Estadio Comunal de Cariari | 19:45 |
| ADF. Siquirres           | 3 - 1 | Guanacasteca    | 21 de agosto | Estadio Ebal Rodríguez     | 20:00 |
| Ramonense                | 0 - 3 | Alajuela Junior |              |                            |       |
| Libre: CD. Barrio México |       |                 |              |                            |       |

| Aserrí FC                  | 0 - 0 | Osa                 | 21 de agosto | ST Center                    | 19:00 |
| Municipal Turrialba        | 5 - 0 | Jacó Rays FC        | 21 de agosto | Estadio Rafael Ángel Camacho | 19:30 |
| Municipal Grecia           | 0 - 1 | Generación Saprissa | 21 de agosto | Estadio Allen Riggioni       | 19:30 |
| Municipal Coto Brus        | 1 - 2 | AS Puma Generaleña  | 21 de agosto | Estadio Hamilton Villalobos  | 20:00 |
| Libre: Juventud Escazuceña |       |                     |              |                              |       |

| Alajuela Junior     | 3 - 0 | Cariari           | 24 de agosto | Estadio Morera Soto           | 15:00 |
| San Carlos          | 2 - 0 | ADF. Siquirres    | 24 de agosto | Estadio Carlos Ugalde Álvarez | 19:30 |
| Guanacasteca        | 2 - 1 | Municipal Liberia | 25 de agosto | Estadio Chorotega             | 11:00 |
| Barrio México       | 3 - 0 | Ramonense         |              |                               |       |
| Libre: ADR. Jicaral |       |                   |              |                               |       |

| Escazuceña                | 3 - 3 | Municipal Grecia    | 24 de agosto | Estadio Nicolás Masís           | 15:00 |
| Municipal Turrialba       | 1 - 1 | Generación Saprissa | 24 de agosto | Estadio Rafael Ángel Camacho    | 19:30 |
| Jacó Rays FC              | 2 - 1 | Aserrí              | 24 de agosto | Estadio Municipal de Garabito   | 20:00 |
| Osa                       | 0 - 0 | Coto Brus           | 25 de agosto | Estadio Municipal de Cd. Cortés |       |
| Libre: AS Puma Generaleña |       |                     |              |                                 |       |

| ADR. Jicaral         | 1 - 2 | Guanacasteca    | 1 de septiembre | Estadio Miguel Lito Pérez    | 12:00 |
| Cariari              | 3 - 0 | Barrio México   | 1 de septiembre | Estadio Comunal de Cariari   | 13:15 |
| ADF. Siquirres       | 0 - 5 | Alajuela Junior | 1 de septiembre | Estadio Juan Gobán           | 14:00 |
| Municipal Liberia    | 1 - 1 | San Carlos      | 1 de septiembre | Estadio Municipal de Bagaces | 15:00 |
| Libre: AD. Ramonense |       |                 |                 |                              |       |

| Aserrí                  | 1 - 2 | Generación Saprissa | 31 de agosto | ST Center                      | 19:00 |
| AS Puma Generaleña      | 2 - 0 | Osa                 | 31 de agosto | Polideportivo de Pérez Zeledón | 19:00 |
| Municipal Turrialba     | 1 - 1 | Escazuceña          | 31 de agosto | Estadio Rafael Ángel Camacho   | 19:30 |
| Coto Brus               | 2 - 1 | Jacó Rays FC        | 31 de agosto | Estadio Hamilton Villalobos    | 21:20 |
| Libre: Municipal Grecia |       |                     |              |                                |       |

| Barrio México       | 2 - 1 | ADF. Siquirres    | 4 de septiembre | Estadio Coyella Fonseca       | 19:00 |
| Alajuela Junior     | 1 - 1 | Municipal Liberia | 4 de septiembre | Estadio Morera Soto           | 19:00 |
| San Carlos          | 2 - 2 | ADR. Jicaral      | 4 de septiembre | Estadio Carlos Ugalde Álvarez | 19:30 |
| Ramonense           | 0 - 3 | Cariari           |                 |                               |       |
| Libre: Guanacasteca |       |                   |                 |                               |       |

| Jacó Rays FC     | 1 - 1 | AS Puma Generaleña  | 4 de septiembre | Estadio Municipal de Garabito | 19:00 |
| Escazuceña       | 1 - 1 | Aserrí              | 4 de septiembre | Estadio Nicolás Macís         | 20:00 |
| Coto Brus        | 3 - 0 | Generación Saprissa | 4 de septiembre | Estadio Hamilton Villalobos   | 20:00 |
| Municipal Grecia | 1 - 0 | Municipal Turrialba | 16 de octubre   | Estadio Allen Riggioni        | 19:30 |
| Libre: Osa       |       |                     |                 |                               |       |

| Guanacasteca      | 1 - 0 | San Carlos        | 8 de septiembre | Estadio Chorotega              | 11:00 |
| Jicaral           | 4 - 0 | Alajuela Junior   | 8 de septiembre | Cancha Asoc. Cívica de Jicaral | 11:00 |
| Municipal Liberia | 1 - 3 | CD. Barrio México | 8 de septiembre | Estadio de Bagaces             | 15:00 |
| Siquirres         | 3 - 0 | Ramonense         |                 |                                |       |
| Libre: Cariari    |       |                   |                 |                                |       |

| Aserrí           | 4 - 4 | Municipal Grecia    | 7 de septiembre | ST Center                       | 19:00 |
| AS Puma          | 3 - 1 | Generación Saprissa | 7 de septiembre | Polideportivo de Pérez Zeledón  | 19:00 |
| Coto Brus        | 2 - 0 | Escazuceña          | 7 de septiembre | Estadio Hamilton Villalobos     | 20:00 |
| Osa              | 2 - 0 | Jacó Rays           | 8 de septiembre | Estadio Municipal de Cd. Cortés | 11:00 |
| Libre: Turrialba |       |                     |                 |                                 |       |

| Cariari           | 2 - 1 | ADF. Siquirres    | 13 de septiembre | Estadio Ebal Rodríguez  | 20:00 |
| Alajuela Junior   | 3 - 2 | Guanacasteca      | 14 de septiembre | Estadio Morera Soto     | 15:00 |
| CD. Barrio México | 3 - 3 | Jicaral           | 15 de septiembre | Estadio Coyella Fonseca | 11:00 |
| Ramonense         | 0 - 3 | Municipal Liberia |                  |                         |       |
| Libre: San Carlos |       |                   |                  |                         |       |

| Municipal Turrialba | 2 - 0 | Aserrí              | 14 de septiembre | Estadio Rafael Ángel Camacho | 19:30 |
| Municipal Grecia    | 0 - 0 | Municipal Coto Brus | 14 de septiembre | Estadio Allen Riggioni       | 19:30 |
| Escazuceña          | 1 - 1 | AS Puma             | 14 de septiembre | Estadio Nicolás Macís        | 20:00 |
| Osa                 | 1 - 2 | Generación Saprissa | 15 de septiembre | Estadio de Ciudad Cortés     | 12:00 |
| Libre: Jacó Rays FC |       |                     |                  |                              |       |

| Guanacasteca          | 1 - 2 | Barrio México   | 18 de septiembre | Estadio Chorotega             | 15:30 |
| Liberia               | 2 - 3 | Cariari         | 18 de septiembre | Estadio Municipal de Cañas    | 19:00 |
| San Carlos            | 1 - 1 | Alajuela Junior | 18 de septiembre | Estadio Carlos Ugalde Álvarez | 19:30 |
| Jicaral               | 3 - 0 | Ramonense       |                  |                               |       |
| Libre: ADF. Siquirres |       |                 |                  |                               |       |

| Osa                | 3 - 1                                                                                                   | Escazuceña          | 18 de septiembre | Estadio de Ciudad Cortés       | 15:00 |
| Jacó Rays          | 1 - 2                                                                                                   | Generación Saprissa | 18 de septiembre | Estadio Municipal de Garabito  | 19:00 |
| AS Puma Generaleña | 2 - 3 (enlace roto disponible en Internet Archive; véase el historial, la primera versión y la última). | Municipal Grecia    | 18 de septiembre | Polideportivo de Pérez Zeledón | 19:00 |
| Coto Brus          | 3 - 1                                                                                                   | Turrialba           | 18 de septiembre | Estadio Hamilton Villalobos    | 20:00 |
| Libre: Aserrí      | |                     |                  |                                |       |

### Segunda ronda
| San Carlos             | 3 - 3   | Barrio México | 21 de septiembre | Estadio Carlos Ugalde Álvarez | 19:30 |
| Liberia                | 3 - 1   | ADF Siquirres | 22 de septiembre | Estadio de Bagaces            | 15:00 |
| Jicaral                | 1 - 1   | Cariari       | 22 de septiembre | Estadio de Jicaral            | 11:00 |
| Guanacasteca           | 3 - 0 - | Ramonense     | SUSPENDIDO       |                               |       |
| Libre: Alajuela Junior |         |               |                  |                               |       |

| Coto Brus                  | 0 - 1 | Aserrí           | 21 de septiembre | Estadio Hamilton Villalobos    | 19:00 |
| AS Puma                    | 3 - 3 | Turrialba        | 21 de septiembre | Polideportivo de Pérez Zeledón | 19:00 |
| Jacó Rays                  | 3 - 1 | Escazuceña       | 21 de septiembre | Estadio de Garabito            | 19:00 |
| Osa                        | 4 - 0 | Municipal Grecia | 22 de septiembre | Estadio de Ciudad Cortés       | 13:30 |
| Libre: Generación Saprissa |       |                  |                  |                                |       |

| Siquirres      | 0 - 1 | Jicaral         | 28 de septiembre | Estadio Ebal Rodríguez     | 15:00 |
| Barrio México  | 2 - 3 | Alajuela Junior | 29 de septiembre | Estadio Coyella Fonseca    | 11:00 |
| Cariari        | 1 - 4 | Guanacasteca    | 29 de septiembre | Estadio Comunal de Cariari | 13:15 |
| Ramonense      | 0 - 3 | San Carlos      |                  |                            |       |
| Libre: Liberia |       |                 |                  |                            |       |

| Generación Saprissa | 1 - 3 | Escazuceña | 28 de septiembre | El Labrador                  | 15:00 |
| Aserrí              | 0 - 2 | AS Puma    | 28 de septiembre | Estadio ST Center            | 19:00 |
| Turrialba           | 1 - 2 | Osa        | 28 de septiembre | Estadio Rafael Ángel Camacho | 19:30 |
| Municipal Grecia    | 1 - 2 | Jacó Rays  | 28 de septiembre | Estadio Allen Riggioni       | 19:30 |
| Libre: Coto Brus    |       |            |                  |                              |       |

| Jicaral                 | 0 - 0 | Liberia   | 2 de octubre | Estadio de Jicaral            | 15:00 |
| Guanacasteca            | 4 - 0 | Siquirres | 2 de octubre | Estadio Cacique Diriá         | 19:30 |
| San Carlos              | 3 - 0 | Cariari   | 2 de octubre | Estadio Carlos Ugalde Álvarez | 19:30 |
| Alajuela Junior         | 3 - 0 | Ramonense | SUSPENDIDO   |                               |       |
| Libre: CD Barrio México |       |           |              |                               |       |

| Osa                 | 1 - 1 | Aserrí           | 2 de octubre | Estadio Ciudad Cortés          | 15:00 |
| Jacó Rays           | 2 - 1 | Turrialba        | 2 de octubre | Estadio Garabito               | 19:00 |
| AS Puma             | 4 - 2 | Coto Brus        | 2 de octubre | Polideportivo de Pérez Zeledón | 19:00 |
| Generación Saprissa | 1 - 0 | Municipal Grecia | 2 de octubre | El Labrador                    | 20:00 |
| Libre: Escazuceña   |       |                  |              |                                |       |

| Cariari        | 3 - 2 | Alajuela Junior | 6 de octubre  | Comunal        | 13:15 |
| Liberia        | 1 - 0 | Guanacasteca    |               | Bagaces        |       |
| Siquirres      | 0 - 1 | San Carlos      | 30 de octubre | Ebal Rodríguez | 19:30 |
| Ramonense      | 0 - 3 | Barrio México   | SUSPENDIDO    |                |       |
| Libre: Jicaral |       |                 |               |                |       |

| Aserrí           | 2 - 2 | Jacó Rays  | 5 de octubre | ST Center              | 19:00 |
| Municipal Grecia | 1 - 1 | Escazuceña | 5 de octubre | Allen Riggioni         | 19:30 |
| Coto Brus        | 1 - 1 | Osa        | 6 de octubre | San Rafael de Sabalito | 11:00 |
| Saprissa         | 2 - 0 | Turrialba  | 6 de octubre | Ricardo Saprissa       | 15:00 |
| Libre: AS Puma   |       |            |              |                        |       |

| Alajuela Junior   | 4 - 2 | Siquirres | 12 de octubre | Alejandro Morera | 18:00 |
| San Carlos        | 2 - 2 | Liberia   | 12 de octubre | Carlos Ugalde    | 19:30 |
| Barrio México     | 1 - 0 | Cariari   | 13 de octubre | Ernesto Rohmoser | 11:00 |
| Guanacasteca      | 2 - 1 | Jicaral   | 13 de octubre | Chorotega        | 11:00 |
| Libre: *Ramonense |       |           |               |                  |       |

| Escazuceña              | 1 - 2 | Turrialba | 12 de octubre | Nicolás Macís    | 13:00 |
| Generación Saprissa     | 4 - 1 | Aserrí    | 12 de octubre | Ricardo Saprissa | 15:00 |
| Jacó Rays               | 0 - 0 | Coto Brus | 12 de octubre | Garabito         | 20:00 |
| Osa                     | 1 - 4 | AS Puma   | 13 de octubre | Ciudad Cortés    | 11:00 |
| Libre: Municipal Grecia |       |           |               |                  |       |

| Jicaral             | 2 - 1 | San Carlos      | 20 de octubre | Jicaral    | 11:00 |
| Liberia             | 0 - 4 | Alajuela Junior | 20 de octubre | Bagaces    | 12:00 |
| Siquirres           | 2 - 1 | Barrio México   | 20 de octubre | Juan Gobán | 14:00 |
| Cariari             | 3 - 0 | Ramonense       | SUSPENDIDO    |            |       |
| Libre: Guanacasteca |       |                 |               |            |       |

| Aserrí              | 0 - 1 | Escazuceña       | 20 de octubre | ST Center                      | 19:00 |
| AS Puma             | 1 - 1 | Jacó Rays        | 20 de octubre | Polideportivo de Pérez Zeledón | 19:00 |
| Turrialba           | 2 - 1 | Municipal Grecia | 20 de octubre | Rafael Ángel Camacho           | 19:30 |
| Generación Saprissa | 1 - 1 | Coto Brus        | 21 de octubre | Ricardo Saprissa               | 15:00 |
| Libre: Osa          |       |                  |               |                                |       |

| Alajuela Junior | 1 - 2 | Jicaral      | 26 de octubre | Morera Soto       | 11:00 |
| San Carlos      | 2 - 0 | Guanacasteca | 26 de octubre | Carlos Ugalde     | 19:30 |
| Barrio México   | 1 - 1 | Liberia      | 27 de octubre | Ernesto Rohrmoser | 15:00 |
| Ramonense       | 0 - 3 | Siquirres    | SUSPENDIDO    |                   |       |
| Libre: Cariari  |       |              |               |                   |       |

| Generación Saprissa | 1 - 2 | AS Puma   | 26 de octubre | Ricardo Saprissa | 14:00 |
| Jacó Rays           | 1 - 1 | Osa       | 26 de octubre | Garabito         | 20:00 |
| Municipal Grecia    | 2 - 0 | Aserrí    | 27 de octubre | Allen Riggioni   | 11:00 |
| Escazuceña          | 3 - 0 | Coto Brus | 27 de octubre | Nicolás Macís    | 12:00 |
| Libre: Turrialba    |       |           |               |                  |       |

| Siquirres         | 1 - 1 | Cariari         | 3 de noviembre | Ebal Rodríguez | 15:00 |
| Guanacasteca      | 1 - 3 | Alajuela Junior | 3 de noviembre | Chorotega      | 15:00 |
| Jicaral           | 2 - 3 | Barrio México   | 3 de noviembre | Jicaral        | 15:00 |
| Liberia           | 3 - 0 | Ramonense       | SUSPENDIDO     |                |       |
| Libre: San Carlos |       |                 |                |                |       |

| Aserrí              | 1 - 3 | Turrialba           | 3 de noviembre | ST Center                      | 15:00 |
| Osa                 | 1 - 3 | Generación Saprissa | 3 de noviembre | Ciudad Cortés                  | 15:00 |
| AS Puma             | 1 - 4 | Escazuceña          | 3 de noviembre | Polideportivo de Pérez Zeledón | 15:00 |
| Coto Brus           | 1 - 1 | Municipal Grecia    | 3 de noviembre | Hamilton Villalobos            | 15:00 |
| Libre: Jacó Rays FC |       |                     |                |                                |       |

| Barrio México            | 2 - 1 | Guanacasteca | 10 de noviembre | Coyella Fonseca | 15:00 |
| Cariari                  | 3 - 2 | Liberia      | 10 de noviembre | Comunal         | 15:00 |
| Alajuela Junior          | 1 - 2 | San Carlos   | 10 de noviembre | Morera Soto     | 15:00 |
| Ramonense                | -     | Jicaral      | 10 de noviembre | SUSPENDIDO      |       |
| Libre: Municipal Liberia |       |              |                 |                 |       |

| Municipal Grecia    | 0 - 1 | AS Puma   | 10 de noviembre | Allen Riggioni       | 15:00 |
| Turrialba           | 4 - 1 | Coto Brus | 10 de noviembre | Rafael Ángel Camacho | 15:00 |
| Escazuceña          | 0 - 2 | Osa       | 10 de noviembre | Nicolás Macís        | 15:00 |
| Generación Saprissa | 3 - 0 | Jacó Rays | 10 de noviembre | Ricardo Saprissa     | 15:00 |
| Libre: Aserrí       |       |           |                 |                      |       |

|  | El resultado fue de 3 - 0 en contra del equipo de Ramonense, por tener una deuda de ₡111 millones de colones con la Caja Costarricense del Seguro Social. |

## Fase final
|  | Cuartos de final                                                          | Cuartos de final                                  | Cuartos de final                                  |   |                                                                           | Semifinales                                 | Semifinales                                 | Semifinales                                 |  |  | Final                                        | Final                                        | Final                                        |
|  | Ida: 16 y 17 de noviembre Vuelta: 23 de noviembre                         | Ida: 16 y 17 de noviembre Vuelta: 23 de noviembre | Ida: 16 y 17 de noviembre Vuelta: 23 de noviembre |   |                                                                           | Ida: 30 de noviembre Vuelta: 8 de diciembre | Ida: 30 de noviembre Vuelta: 8 de diciembre | Ida: 30 de noviembre Vuelta: 8 de diciembre |  |  | Ida: 15 de diciembre Vuelta: 22 de diciembre | Ida: 15 de diciembre Vuelta: 22 de diciembre | Ida: 15 de diciembre Vuelta: 22 de diciembre |
|  |                                                                           |                                                   |                                                   |   |                                                                           |                                             |                                             |                                             |  |  |                                              |                                              |                                              |
|  | Archivo:600px Bisection vertical White HEX-FF0000.svg Municipal Turrialba | 2                                                 | 1                                                 |   |                                                                           |                                             |                                             |                                             |  |  |                                              |                                              |                                              |
|  | Alajuela Junior                                                           | 1                                                 | 1                                                 |   |                                                                           |                                             |                                             |                                             |  |  |                                              |                                              |                                              |
|  | Alajuela Junior                                                           | 1                                                 | 1                                                 |   | Archivo:600px Bisection vertical White HEX-FF0000.svg Municipal Turrialba | 0                                           | 2                                           |                                             |  |  |                                              |                                              |                                              |
|  |                                                                           |                                                   |                                                   |   | Archivo:600px Bisection vertical White HEX-FF0000.svg Municipal Turrialba | 0                                           | 2                                           |                                             |  |  |                                              |                                              |                                              |
|  |                                                                           | San Carlos                                        | 1                                                 | 2 |                                                                           |                                             |                                             |                                             |  |  |                                              |                                              |                                              |
|  | Selección de Osa                                                          | San Carlos                                        | 1                                                 | 2 | 1                                                                         | 1                                           |                                             |                                             |  |  |                                              |                                              |                                              |
|  | Selección de Osa                                                          |                                                   |                                                   |   | 1                                                                         | 1                                           |                                             |                                             |  |  |                                              |                                              |                                              |
|  | San Carlos                                                                | 2                                                 | 2                                                 |   |                                                                           |                                             |                                             |                                             |  |  |                                              |                                              |                                              |
|  |                                                                           |                                                   |                                                   |   |                                                                           |                                             |                                             |                                             |  |  | San Carlos                                   | 1                                            | 0                                            |
|  |                                                                           |                                                   | AS Puma Generaleña                                | 1 | 2                                                                         |                                             |                                             |                                             |  |  |                                              |                                              |                                              |
|  | AD. Cariari de Pococí                                                     | 2                                                 | 0                                                 |   |                                                                           |                                             |                                             |                                             |  |  |                                              |                                              |                                              |
|  | AS Puma Generaleña                                                        | 1                                                 | 2                                                 |   |                                                                           |                                             |                                             |                                             |  |  |                                              |                                              |                                              |
|  | AS Puma Generaleña                                                        | 1                                                 | 2                                                 |   | AS Puma Generaleña                                                        | 1                                           | 2                                           |                                             |  |  |                                              |                                              |                                              |
|  |                                                                           |                                                   |                                                   |   | AS Puma Generaleña                                                        | 1                                           | 2                                           |                                             |  |  |                                              |                                              |                                              |
|  |                                                                           | Saprissa de Corazón                               | 1                                                 | 1 |                                                                           |                                             |                                             |                                             |  |  |                                              |                                              |                                              |
|  | CD. Barrio México                                                         | Saprissa de Corazón                               | 1                                                 | 1 | 1                                                                         | 2 (2)                                       |                                             |                                             |  |  |                                              |                                              |                                              |
|  | CD. Barrio México                                                         |                                                   |                                                   |   | 1                                                                         | 2 (2)                                       |                                             |                                             |  |  |                                              |                                              |                                              |
|  | Saprissa de Corazón                                                       | 1                                                 | 2 (3)                                             |   |                                                                           |                                             |                                             |                                             |  |  |                                              |                                              |                                              |

### Final - Ida
| 1     | POR   | Bryan Zamora       |     |
| 6     | DEF   | Jonathan Zárate    |     |
|       | DEF   | Alex Hurtado       |     |
|       | DEF   | Mario Bello        |     |
|       | DEF   | José David Sánchez |     |
| 16    | MED   | Wilfredo Ortíz     | 84' |
|       | MED   | Cristian Cháves    |     |
| 17    | MED   | Gustavo Jiménez    | 34' |
|       | MED   | Randy Chirino      | 62' |
|       | DEL   | Juan Vicente Solís |     |
|       | DEL   | Andy Furtado       |     |
| D. T. | D. T. | Orlando De León    |     |

| 1     | POR   | Néstor Mena        |     |
| 4     | DEF   | Óscar Quesada      | 71' |
|       | DEF   | Pablo Granados     |     |
|       | DEF   | Rónald Salas       |     |
|       | DEF   | Greivin Chinchilla |     |
|       | MED   | Diego Quesada      | 71' |
|       | MED   | Julio Elizondo     |     |
|       | MED   | Aarón Navarro      |     |
|       | MED   | Albán Gómez        |     |
| 12    | DEL   | Luis González      | 85' |
|       | DEL   | Marvin Chinchilla  |     |
| D. T. | D. T. | Edgar Carvajal     |     |

| 8  | Centrocampista | Jesús Vargas   | 34' |
| ?? | Centrocampista | Luis Sibaja    | 62' |
| 5  | Centrocampista | Álvaro Aguilar | 84' |

| 71 | Centrocampista | Anthony Calvo   | 70' |
| 71 | Defensa        | Randall Quesada | 71' |
| 19 | Centrocampista | Leibi Umaña     | 85' |

| 58' | Juan Vicente Solís | 1:1 |

| 38' | Aarón Navarro | 0:1 |

| Amonestado · Amonestado | Jonathan Zárate Mario Bello |

| Amonestado · Amonestado · Amonestado · Amonestado | Julio Elizondo Luis González Pablo Granados Marvin Chinchilla |

| Principal  | Geiner Zúñiga  |
| Asistentes | Ronald Arroyo  |
|            | Leslie Macre   |
| Cuarto     | Keylor Herrera |

|                    |   |   |
| Tiros              | - | - |
| Tiros a puerta     | - | - |
| Faltas             | - | - |
| Saques de esquina  | - | - |
| Penaltis           | - | - |
| Fueras de juego    | - | - |
| Posesión del balón | % | % |

| Alineación inicial |

| 1     | POR   | Bryan Zamora       |     |
| 6     | DEF   | Jonathan Zárate    |     |
|       | DEF   | Alex Hurtado       |     |
|       | DEF   | Mario Bello        |     |
|       | DEF   | José David Sánchez |     |
| 16    | MED   | Wilfredo Ortíz     | 84' |
|       | MED   | Cristian Cháves    |     |
| 17    | MED   | Gustavo Jiménez    | 34' |
|       | MED   | Randy Chirino      | 62' |
|       | DEL   | Juan Vicente Solís |     |
|       | DEL   | Andy Furtado       |     |
| D. T. | D. T. | Orlando De León    |     |

| 1     | POR   | Néstor Mena        |     |
| 4     | DEF   | Óscar Quesada      | 71' |
|       | DEF   | Pablo Granados     |     |
|       | DEF   | Rónald Salas       |     |
|       | DEF   | Greivin Chinchilla |     |
|       | MED   | Diego Quesada      | 71' |
|       | MED   | Julio Elizondo     |     |
|       | MED   | Aarón Navarro      |     |
|       | MED   | Albán Gómez        |     |
| 12    | DEL   | Luis González      | 85' |
|       | DEL   | Marvin Chinchilla  |     |
| D. T. | D. T. | Edgar Carvajal     |     |

| 8  | Centrocampista | Jesús Vargas   | 34' |
| ?? | Centrocampista | Luis Sibaja    | 62' |
| 5  | Centrocampista | Álvaro Aguilar | 84' |

| 71 | Centrocampista | Anthony Calvo   | 70' |
| 71 | Defensa        | Randall Quesada | 71' |
| 19 | Centrocampista | Leibi Umaña     | 85' |

| 58' | Juan Vicente Solís | 1:1 |

| 38' | Aarón Navarro | 0:1 |

| Amonestado · Amonestado | Jonathan Zárate Mario Bello |

| Amonestado · Amonestado · Amonestado · Amonestado | Julio Elizondo Luis González Pablo Granados Marvin Chinchilla |

| Principal  | Geiner Zúñiga  |
| Asistentes | Ronald Arroyo  |
|            | Leslie Macre   |
| Cuarto     | Keylor Herrera |

|                    |   |   |
| Tiros              | - | - |
| Tiros a puerta     | - | - |
| Faltas             | - | - |
| Saques de esquina  | - | - |
| Penaltis           | - | - |
| Fueras de juego    | - | - |
| Posesión del balón | % | % |

| Alineación inicial |

| 1     | POR   | Bryan Zamora       |     |
| 6     | DEF   | Jonathan Zárate    |     |
|       | DEF   | Alex Hurtado       |     |
|       | DEF   | Mario Bello        |     |
|       | DEF   | José David Sánchez |     |
| 16    | MED   | Wilfredo Ortíz     | 84' |
|       | MED   | Cristian Cháves    |     |
| 17    | MED   | Gustavo Jiménez    | 34' |
|       | MED   | Randy Chirino      | 62' |
|       | DEL   | Juan Vicente Solís |     |
|       | DEL   | Andy Furtado       |     |
| D. T. | D. T. | Orlando De León    |     |

| 1     | POR   | Néstor Mena        |     |
| 4     | DEF   | Óscar Quesada      | 71' |
|       | DEF   | Pablo Granados     |     |
|       | DEF   | Rónald Salas       |     |
|       | DEF   | Greivin Chinchilla |     |
|       | MED   | Diego Quesada      | 71' |
|       | MED   | Julio Elizondo     |     |
|       | MED   | Aarón Navarro      |     |
|       | MED   | Albán Gómez        |     |
| 12    | DEL   | Luis González      | 85' |
|       | DEL   | Marvin Chinchilla  |     |
| D. T. | D. T. | Edgar Carvajal     |     |

| 8  | Centrocampista | Jesús Vargas   | 34' |
| ?? | Centrocampista | Luis Sibaja    | 62' |
| 5  | Centrocampista | Álvaro Aguilar | 84' |

| 71 | Centrocampista | Anthony Calvo   | 70' |
| 71 | Defensa        | Randall Quesada | 71' |
| 19 | Centrocampista | Leibi Umaña     | 85' |

| 58' | Juan Vicente Solís | 1:1 |

| 38' | Aarón Navarro | 0:1 |

| Amonestado · Amonestado | Jonathan Zárate Mario Bello |

| Amonestado · Amonestado · Amonestado · Amonestado | Julio Elizondo Luis González Pablo Granados Marvin Chinchilla |

| Principal  | Geiner Zúñiga  |
| Asistentes | Ronald Arroyo  |
|            | Leslie Macre   |
| Cuarto     | Keylor Herrera |

|                    |   |   |
| Tiros              | - | - |
| Tiros a puerta     | - | - |
| Faltas             | - | - |
| Saques de esquina  | - | - |
| Penaltis           | - | - |
| Fueras de juego    | - | - |
| Posesión del balón | % | % |

| Alineación inicial |

| 1     | POR   | Bryan Zamora       |     |
| 6     | DEF   | Jonathan Zárate    |     |
|       | DEF   | Alex Hurtado       |     |
|       | DEF   | Mario Bello        |     |
|       | DEF   | José David Sánchez |     |
| 16    | MED   | Wilfredo Ortíz     | 84' |
|       | MED   | Cristian Cháves    |     |
| 17    | MED   | Gustavo Jiménez    | 34' |
|       | MED   | Randy Chirino      | 62' |
|       | DEL   | Juan Vicente Solís |     |
|       | DEL   | Andy Furtado       |     |
| D. T. | D. T. | Orlando De León    |     |

| 1     | POR   | Néstor Mena        |     |
| 4     | DEF   | Óscar Quesada      | 71' |
|       | DEF   | Pablo Granados     |     |
|       | DEF   | Rónald Salas       |     |
|       | DEF   | Greivin Chinchilla |     |
|       | MED   | Diego Quesada      | 71' |
|       | MED   | Julio Elizondo     |     |
|       | MED   | Aarón Navarro      |     |
|       | MED   | Albán Gómez        |     |
| 12    | DEL   | Luis González      | 85' |
|       | DEL   | Marvin Chinchilla  |     |
| D. T. | D. T. | Edgar Carvajal     |     |

| 8  | Centrocampista | Jesús Vargas   | 34' |
| ?? | Centrocampista | Luis Sibaja    | 62' |
| 5  | Centrocampista | Álvaro Aguilar | 84' |

| 71 | Centrocampista | Anthony Calvo   | 70' |
| 71 | Defensa        | Randall Quesada | 71' |
| 19 | Centrocampista | Leibi Umaña     | 85' |

| 58' | Juan Vicente Solís | 1:1 |

| 38' | Aarón Navarro | 0:1 |

| Amonestado · Amonestado | Jonathan Zárate Mario Bello |

| Amonestado · Amonestado · Amonestado · Amonestado | Julio Elizondo Luis González Pablo Granados Marvin Chinchilla |

| Principal  | Geiner Zúñiga  |
| Asistentes | Ronald Arroyo  |
|            | Leslie Macre   |
| Cuarto     | Keylor Herrera |

|                    |   |   |
| Tiros              | - | - |
| Tiros a puerta     | - | - |
| Faltas             | - | - |
| Saques de esquina  | - | - |
| Penaltis           | - | - |
| Fueras de juego    | - | - |
| Posesión del balón | % | % |

| Alineación inicial |

### Final - Vuelta
| 22    | POR   | Néstor Mena        |     |
| 4     | DEF   | Óscar Quesada      |     |
|       | DEF   | Mauricio Castro    |     |
|       | DEF   | Greivin Chinchilla |     |
|       | DEF   | Ronald Salas       |     |
| 8     | MED   | Julio Elizondo     |     |
| 10    | MED   | Anthony Calvo      | 81' |
| 11    | MED   | Aarón Navarro      | 75' |
| 27    | MED   | Albán Gómez        |     |
| 12    | DEL   | Luis González      | 90' |
| 9     | DEL   | Marvin Chinchilla  |     |
| D. T. | D. T. | Edgar Carvajal     |     |

| 1     | POR   | Bryan Zamora       |     |
| 4     | DEF   | Mario Bello        |     |
| 25    | DEF   | Alex Hurtado       | 36' |
| 27    | DEF   | José David Sánchez |     |
|       | DEF   | Jonathan Zárate    |     |
| 16    | MED   | Wilfredo Ortíz     | 45' |
|       | MED   | Gustavo Murillo    |     |
| 9     | MED   | Randy Chirino      |     |
|       | MED   | Cristian Cháves    |     |
| 10    | DEL   | Marcos Mena        |     |
| 29    | DEL   | Juan Vicente Solís |     |
| D. T. | D. T. | Orlando De León    |     |

| 20 | Delantero      | David Solano    | 75' |
| 20 | Centrocampista | Randall Quesada | 81' |
| 18 | Centrocampista | Darwin Mora     | 90' |

| 00 | Defensa   | Ricardo Harris | 36'   |
| 21 | Delantero | Andy Furtado   | 45'   |
|    |           | Bandera de ?   | Entró |

| 17' · 49' (ag) | Aarón Navarro Mario Bello | 1:0 2:0 |

| 56' · 85' · 83' | Julio Elizondo Albán Gómez David Solano |

| 37' · 67' · 71' | Ricardo Harris José David Sánchez Marco Mena |

| Principal  | Andrey Vega      |
| Asistentes | Josué Mejía      |
|            | Edder Chacón     |
| Cuarto     | Gerardo González |

|                    |   |   |
| Tiros              | - | - |
| Tiros a puerta     | - | - |
| Faltas             | - | - |
| Saques de esquina  | - | - |
| Penaltis           | - | - |
| Fueras de juego    | - | - |
| Posesión del balón | % | % |

| Alineación inicial |

| 22    | POR   | Néstor Mena        |     |
| 4     | DEF   | Óscar Quesada      |     |
|       | DEF   | Mauricio Castro    |     |
|       | DEF   | Greivin Chinchilla |     |
|       | DEF   | Ronald Salas       |     |
| 8     | MED   | Julio Elizondo     |     |
| 10    | MED   | Anthony Calvo      | 81' |
| 11    | MED   | Aarón Navarro      | 75' |
| 27    | MED   | Albán Gómez        |     |
| 12    | DEL   | Luis González      | 90' |
| 9     | DEL   | Marvin Chinchilla  |     |
| D. T. | D. T. | Edgar Carvajal     |     |

| 1     | POR   | Bryan Zamora       |     |
| 4     | DEF   | Mario Bello        |     |
| 25    | DEF   | Alex Hurtado       | 36' |
| 27    | DEF   | José David Sánchez |     |
|       | DEF   | Jonathan Zárate    |     |
| 16    | MED   | Wilfredo Ortíz     | 45' |
|       | MED   | Gustavo Murillo    |     |
| 9     | MED   | Randy Chirino      |     |
|       | MED   | Cristian Cháves    |     |
| 10    | DEL   | Marcos Mena        |     |
| 29    | DEL   | Juan Vicente Solís |     |
| D. T. | D. T. | Orlando De León    |     |

| 20 | Delantero      | David Solano    | 75' |
| 20 | Centrocampista | Randall Quesada | 81' |
| 18 | Centrocampista | Darwin Mora     | 90' |

| 00 | Defensa   | Ricardo Harris | 36'   |
| 21 | Delantero | Andy Furtado   | 45'   |
|    |           | Bandera de ?   | Entró |

| 17' · 49' (ag) | Aarón Navarro Mario Bello | 1:0 2:0 |

| 56' · 85' · 83' | Julio Elizondo Albán Gómez David Solano |

| 37' · 67' · 71' | Ricardo Harris José David Sánchez Marco Mena |

| Principal  | Andrey Vega      |
| Asistentes | Josué Mejía      |
|            | Edder Chacón     |
| Cuarto     | Gerardo González |

|                    |   |   |
| Tiros              | - | - |
| Tiros a puerta     | - | - |
| Faltas             | - | - |
| Saques de esquina  | - | - |
| Penaltis           | - | - |
| Fueras de juego    | - | - |
| Posesión del balón | % | % |

| Alineación inicial |

| 22    | POR   | Néstor Mena        |     |
| 4     | DEF   | Óscar Quesada      |     |
|       | DEF   | Mauricio Castro    |     |
|       | DEF   | Greivin Chinchilla |     |
|       | DEF   | Ronald Salas       |     |
| 8     | MED   | Julio Elizondo     |     |
| 10    | MED   | Anthony Calvo      | 81' |
| 11    | MED   | Aarón Navarro      | 75' |
| 27    | MED   | Albán Gómez        |     |
| 12    | DEL   | Luis González      | 90' |
| 9     | DEL   | Marvin Chinchilla  |     |
| D. T. | D. T. | Edgar Carvajal     |     |

| 1     | POR   | Bryan Zamora       |     |
| 4     | DEF   | Mario Bello        |     |
| 25    | DEF   | Alex Hurtado       | 36' |
| 27    | DEF   | José David Sánchez |     |
|       | DEF   | Jonathan Zárate    |     |
| 16    | MED   | Wilfredo Ortíz     | 45' |
|       | MED   | Gustavo Murillo    |     |
| 9     | MED   | Randy Chirino      |     |
|       | MED   | Cristian Cháves    |     |
| 10    | DEL   | Marcos Mena        |     |
| 29    | DEL   | Juan Vicente Solís |     |
| D. T. | D. T. | Orlando De León    |     |

| 20 | Delantero      | David Solano    | 75' |
| 20 | Centrocampista | Randall Quesada | 81' |
| 18 | Centrocampista | Darwin Mora     | 90' |

| 00 | Defensa   | Ricardo Harris | 36'   |
| 21 | Delantero | Andy Furtado   | 45'   |
|    |           | Bandera de ?   | Entró |

| 17' · 49' (ag) | Aarón Navarro Mario Bello | 1:0 2:0 |

| 56' · 85' · 83' | Julio Elizondo Albán Gómez David Solano |

| 37' · 67' · 71' | Ricardo Harris José David Sánchez Marco Mena |

| Principal  | Andrey Vega      |
| Asistentes | Josué Mejía      |
|            | Edder Chacón     |
| Cuarto     | Gerardo González |

|                    |   |   |
| Tiros              | - | - |
| Tiros a puerta     | - | - |
| Faltas             | - | - |
| Saques de esquina  | - | - |
| Penaltis           | - | - |
| Fueras de juego    | - | - |
| Posesión del balón | % | % |

| Alineación inicial |

| 22    | POR   | Néstor Mena        |     |
| 4     | DEF   | Óscar Quesada      |     |
|       | DEF   | Mauricio Castro    |     |
|       | DEF   | Greivin Chinchilla |     |
|       | DEF   | Ronald Salas       |     |
| 8     | MED   | Julio Elizondo     |     |
| 10    | MED   | Anthony Calvo      | 81' |
| 11    | MED   | Aarón Navarro      | 75' |
| 27    | MED   | Albán Gómez        |     |
| 12    | DEL   | Luis González      | 90' |
| 9     | DEL   | Marvin Chinchilla  |     |
| D. T. | D. T. | Edgar Carvajal     |     |

| 1     | POR   | Bryan Zamora       |     |
| 4     | DEF   | Mario Bello        |     |
| 25    | DEF   | Alex Hurtado       | 36' |
| 27    | DEF   | José David Sánchez |     |
|       | DEF   | Jonathan Zárate    |     |
| 16    | MED   | Wilfredo Ortíz     | 45' |
|       | MED   | Gustavo Murillo    |     |
| 9     | MED   | Randy Chirino      |     |
|       | MED   | Cristian Cháves    |     |
| 10    | DEL   | Marcos Mena        |     |
| 29    | DEL   | Juan Vicente Solís |     |
| D. T. | D. T. | Orlando De León    |     |

| 20 | Delantero      | David Solano    | 75' |
| 20 | Centrocampista | Randall Quesada | 81' |
| 18 | Centrocampista | Darwin Mora     | 90' |

| 00 | Defensa   | Ricardo Harris | 36'   |
| 21 | Delantero | Andy Furtado   | 45'   |
|    |           | Bandera de ?   | Entró |

| 17' · 49' (ag) | Aarón Navarro Mario Bello | 1:0 2:0 |

| 56' · 85' · 83' | Julio Elizondo Albán Gómez David Solano |

| 37' · 67' · 71' | Ricardo Harris José David Sánchez Marco Mena |

| Principal  | Andrey Vega      |
| Asistentes | Josué Mejía      |
|            | Edder Chacón     |
| Cuarto     | Gerardo González |

|                    |   |   |
| Tiros              | - | - |
| Tiros a puerta     | - | - |
| Faltas             | - | - |
| Saques de esquina  | - | - |
| Penaltis           | - | - |
| Fueras de juego    | - | - |
| Posesión del balón | % | % |

| Alineación inicial |

| AS Puma Generaleña Campeonato # |